# René Bihel
René Bihel (* 2. September 1916 in Montivilliers; † 8. September 1997 in Blois) war ein französischer Fußballspieler und -trainer.

## Vereinskarriere
Der meist als Mittelstürmer agierende „Bibi“ stammte aus der Jugend eines Vorortvereins aus Le Havre, für den er auch in der Herrenelf antrat, ehe er 1934 ein paar Kilometer seineaufwärts zum Amateurklub US Quevilly wechselte. Zwei Jahre darauf unterschrieb er seinen ersten Profivertrag beim Zweitdivisionär US Valenciennes. Bei Kriegsausbruch verließ Bihel Nordfrankreich zunächst und spielte, soweit als Soldat möglich, für Le Havre AC in der Nordgruppe der höchsten Spielklasse. 1942/43 trug er den Dress des Liller Vorstadtklubs SC Fives, wo er unter anderem zusammen mit François Bourbotte, Marceau Somerlinck, Joseph Jadrejak, Jean Prouff und seinem Sturmpartner aus Valenciennes, Boleslaw Tempowski, den dritten Platz in der Abschlusstabelle der Division 1-Nord erreichte. Als in der folgenden Spielzeit in Frankreich Regionalauswahlteams anstelle der Vereinsmannschaften in einer einheitlichen, landesweiten Liga antreten mussten, standen er und etliche seiner Mitspieler in Reihen der Équipe Fédérale Lille-Flandres, die bei Saisonende hinter den Nachbarn und größten Rivalen der ÉF Lens-Artois Vizemeister wurde. Dieser Titel in den „Kriegsmeisterschaften“ gilt heute allerdings nur als inoffiziell, ebenso wie Bihels zweiter Platz in der Torjägerliste, zu dem ihm seine 38 Punktspieltreffer verholfen hatten.
Der 1,76 m große, muskulöse, deswegen auch als „normannischer Stier“ (taureau normand) bezeichnete Stoßstürmer besaß einen strammen Schuss, dabei aber auch bemerkenswertes technisches Vermögen und die Fähigkeit, sich auf engem Raum durch eine kurze Drehung den benötigten Freiraum zu verschaffen. Als 1944/45 wieder Vereinsmannschaften spielen durften, fusionierte der SC Fives mit dem Lokalrivalen Olympique, und René Bihel gehörte wie etliche Mannschaftskameraden zur ersten Elf von Lille Olympique. Der LOSC erreichte am Saisonende das Pokalfinale, das allerdings mit 0:3 gegen Racing Paris verloren ging; dafür war Lilles Mittelstürmer gemeinsam mit seinem Reimser Pendant Pierre Sinibaldi (je 30 Tore) der erfolgreichste Angreifer in dieser letzten Kriegsmeisterschaft. Außerdem wurde er zum Nationalspieler (siehe unten). Im Jahr darauf gelang dieser torhungrigen Mannschaft, in der zu den Bourbotte, Somerlinck und Tempowski auch noch Jean Lechantre, Jean Baratte, Roger Vandooren, Jules Bigot und Jacques Grimonpon hinzugekommen waren, sogar der Doublé: in der Division 1 gewann Lille den nun wieder offiziellen Meistertitel und nach einem 4:2-Endspielsieg über Red Star auch den Landespokal. Bihel hatte in der Liga zwar „nur“ 28 Tore erzielt, war damit aber erneut der treffsicherste Stürmer; und im Pokalfinale war er ebenfalls erfolgreich gewesen, indem er das 2:0 herausschoss.
Dennoch zog es ihn anschließend in seine normannische Heimat und zum Le Havre AC zurück; neben dem Fußball betrieb er gemeinsam mit seinem Bruder ein Bar-Tabac in der Hafenstadt. Doch als der Klub im Sommer 1947 in die zweite Liga absteigen musste, nahm Bihel ein Angebot aus Südfrankreich an. Bei Olympique Marseille erfüllte er auf Anhieb die Hoffnung, an der Seite der „Vorkriegsgrößen“ Mario Zatelli und Emmanuel Aznar zum neuen Sturmführer zu werden: seine 15 Treffer in der Saison 1947/48 trugen wesentlich dazu bei, dass Olympique die Meisterschaft gewann, und auch 1948/49 verhalfen seine 17 Tore der Mannschaft um Spielführer Roger Scotti zu einer vorderen Platzierung (Rang 3). 1949 lockte ihn der benachbarte Zweitligist Sporting Toulon, doch schon in der Winterpause kehrte „Bibi“ in nördlichere Gefilde und die oberste Spielklasse zurück: mit Racing Strasbourg landete er 1950 und 1951 zwar jeweils nur im Mittelfeld der Tabelle, aber mit fast 35 Jahren stand er noch ein drittes Mal in einem Endspiel um die Coupe de France. Daran, dass ihm dies einen zweiten Pokalgewinn ermöglichte, hatte der „quicklebendige Veteran“ selbst aktiv Anteil, indem er nach 24 Minuten den Torreigen eröffnete und seine Elf auf die Siegerstraße schoss (Endstand 3:0 gegen seinen ersten Proficlub US Valenciennes). Und erneut verließ er nach diesem Titelgewinn seinen Verein; es schlossen sich zwei Jahre als Spielertrainer beim Amateurklub AAJ Blois an. 1953 kehrte er in gleicher Funktion nochmals in die Division 1 zurück, wo er – zum dritten Mal – bei Le Havre AC als 37-Jähriger noch fünf Punktspiele bestritt, unter anderem an der Seite eines großen Talents namens Michel Hidalgo.

### Stationen
- Union Sportive des Trèfileries du Havre (1929–1936, bis 1934 als Jugendlicher)
- Union Sportive de Quevilly (1936–1938, als Amateur)
- Union Sportive de Valenciennes-Anzin (1938/39)
- Le Havre Athletic Club (1939–1942)
- Sporting Club Fivois (1942/43)
- Équipe fédérale Lille-Flandres (1943/44)
- Lille Olympique SC (1944–1946)
- Le Havre Athletic Club (1946/47)
- Olympique de Marseille (1947–1949)
- Sporting Club de Toulon (1949–Dezember 1949, in D2)
- Racing Club de Strasbourg (Januar 1950–1951)
- Association Amicale de la Jeunesse de Blois (1951–1953, als Spielertrainer, unterhalb D2)
- Le Havre Athletic Club (1953/54, als Spielertrainer)

## In der Nationalmannschaft
Ab April 1945 (0:1 in der Schweiz) stürmte Bihel für die A-Nationalelf; darunter war auch eine Partie gegen Österreich (3:1 im Mai 1946). Sein einziger Treffer in diesem Kreis, in seinem letzten Spiel (März 1947) erzielt, war das Tor des Tages zum 1:0-Sieg über Portugal. Dass der erfolgreichste französische Torjäger der unmittelbaren Nachkriegszeit nur zu insgesamt sechs Einsätzen im blauen Trikot kam, war wesentlich seinem Geburtsjahrgang und der Tatsache geschuldet, dass „seine Karriere zu einem wichtigen Teil durch den Weltkrieg amputiert“ wurde.
Zumindest stand er aber im sportlich bedeutendsten Match der Bleus jener Jahre auf dem Rasen des Wembley-Stadions, als die Franzosen in einem „Freundschaftsspiel der Kriegsverbündeten“ den „Lehrmeister“ England am 26. Mai 1945 an den Rand einer Niederlage brachten – es wäre Englands erste vor eigenem Publikum gegen eine Mannschaft vom Kontinent gewesen. Das Spiel endete 2:2, und so mussten „Bibi“ und seine Mitspieler diesen Triumph den Ungarn überlassen.

## Palmarès
- Französischer Meister: 1946, 1948 (und Vizemeister 1944 [inoffiziell])
- Französischer Pokalsieger: 1946, 1951 (und Finalist 1945)
- 6 A-Länderspiele (1 Treffer) für Frankreich, davon 5 in seiner Zeit bei Lille, eines bei Le Havre
- ab 1945 mindestens 116 Spiele und 82 Tore in der Division 1, davon 25/28 für Lille, über 5/12 für Le Havre, 53/32 für Marseille, 33/10 für Strasbourg;[11] dazu 68 Tore in den beiden Kriegsspielzeiten 1943–1945
- Torschützenkönig der Division 1: 1946 (und 1945 [inoffizieller Titel])

## Leben nach der Zeit als Spieler
1954 kehrte René Bihel nach Blois zurück, wo er sich dauerhaft niederließ und ein Café namens Le Penalty betrieb. Daneben trainierte er viele Jahre lang die AAJ Blois. Wenige Tage nach seinem 81. Geburtstag starb Bihel 1997 in der Stadt an der Loire.